# 洛凯河畔克莱蒙
洛凯河畔克莱蒙（法語：Clermont-sur-Lauquet，法語發音：[klɛʁmɔ̃ syʁ lokɛ] ⓘ）是法国奥德省的一个市镇，属于利穆区。

## 地理
洛凯河畔克莱蒙（43°2'43"N, 2°25'19"E）面积18.29 平方千米，位于法国奧克西塔尼大區奥德省，该省份为法国南部沿海省份，北起塔恩省，西北接上加龙省，西接阿列日省，南至东比利牛斯省，东临地中海，东北与埃罗省接壤。
与洛凯河畔克莱蒙接壤的市镇（或旧市镇、城区）包括：洛凯河畔科内特、格雷费伊、拉巴斯蒂德昂瓦勒、莱里耶尔、圣伊莱尔、维拉尔昂瓦勒。

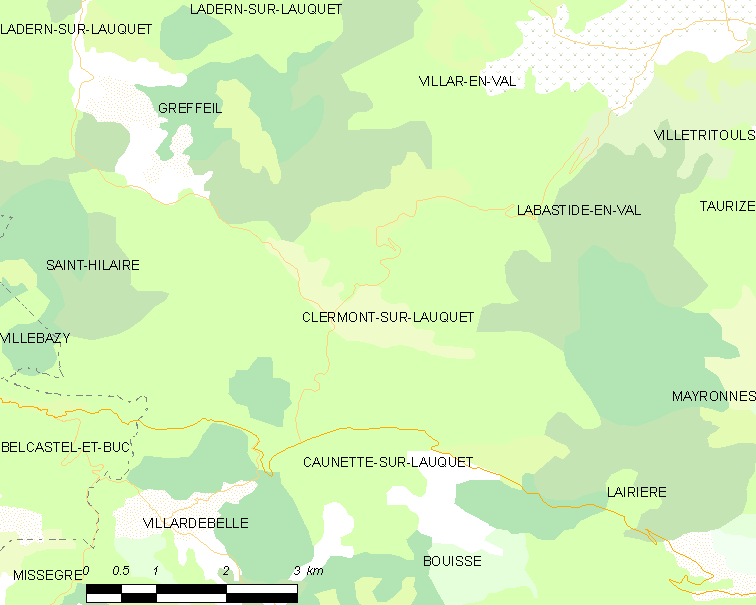
洛凯河畔克莱蒙的OSM定位图

洛凯河畔克莱蒙的时区为UTC+01:00、UTC+02:00（夏令时）。

## 行政
洛凯河畔克莱蒙的邮政编码为11250，INSEE市镇编码为11094。

## 政治
洛凯河畔克莱蒙所属的省级选区为利穆地区县。

## 人口

1962-2008年间洛凯河畔克莱蒙人口变化图示

洛凯河畔克莱蒙于2022年1月1日时的人口数量为30人。